# St. Georg (Wassenberg)

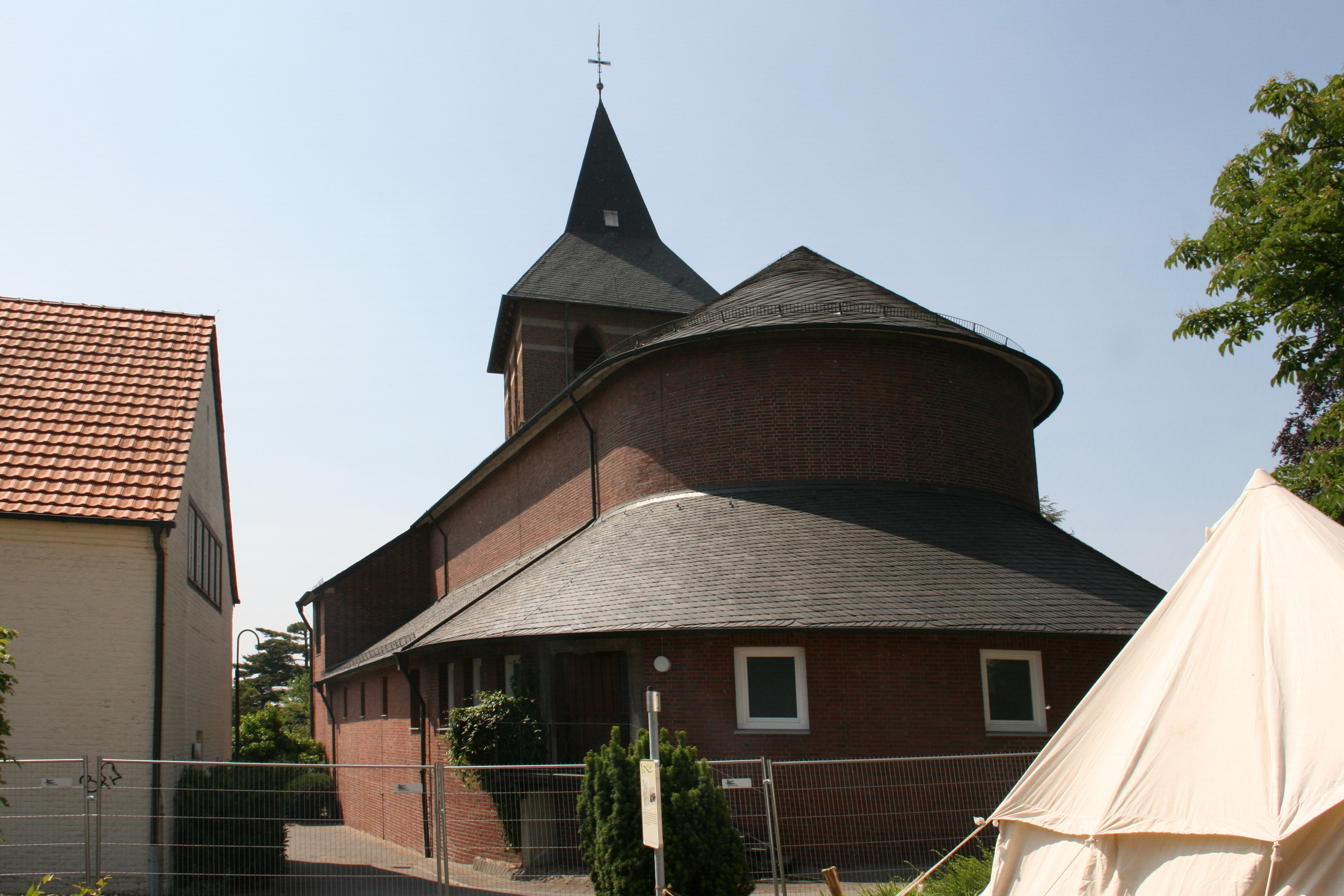
St. Georg in Wassenberg

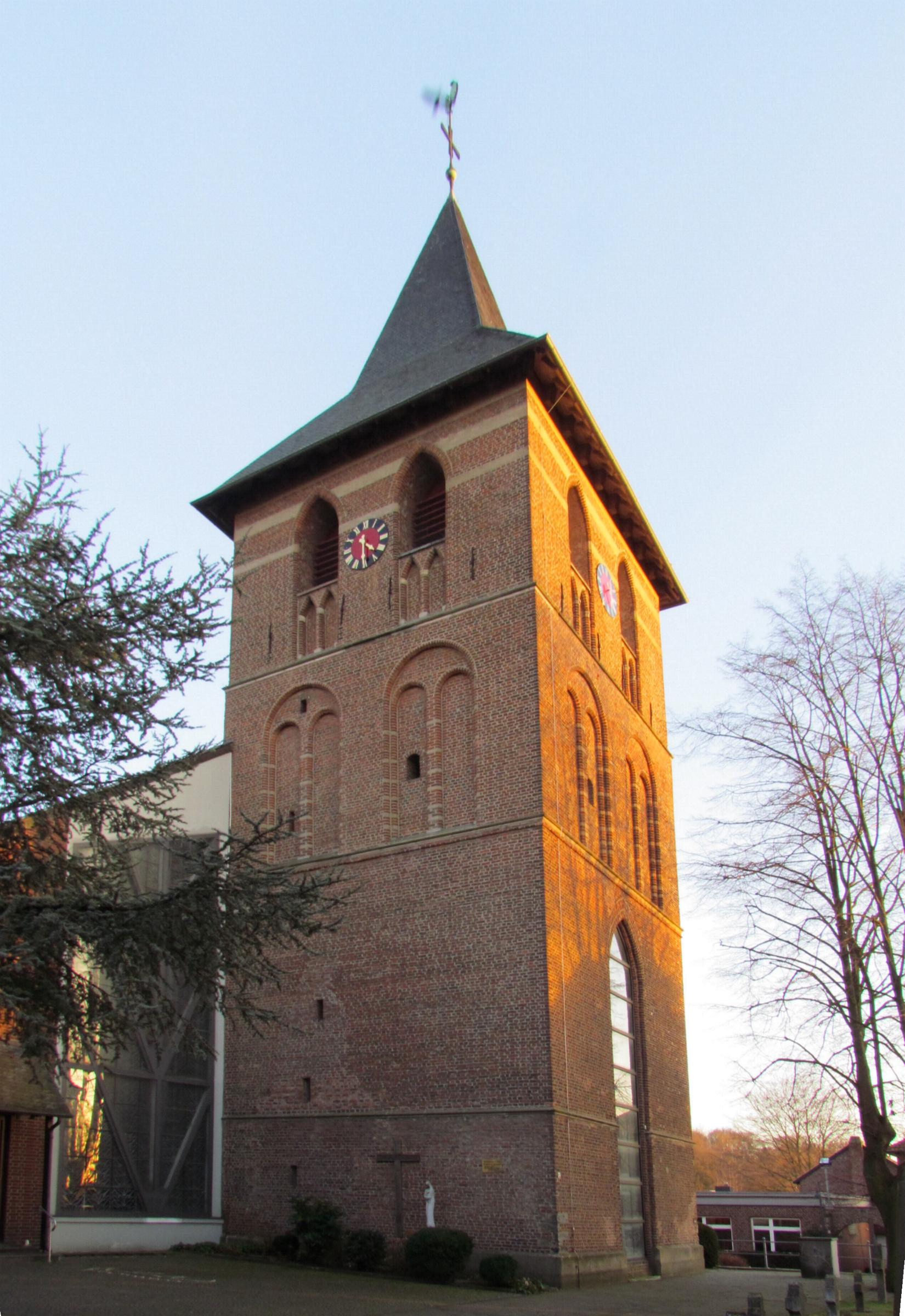
Gotischer Glockenturm

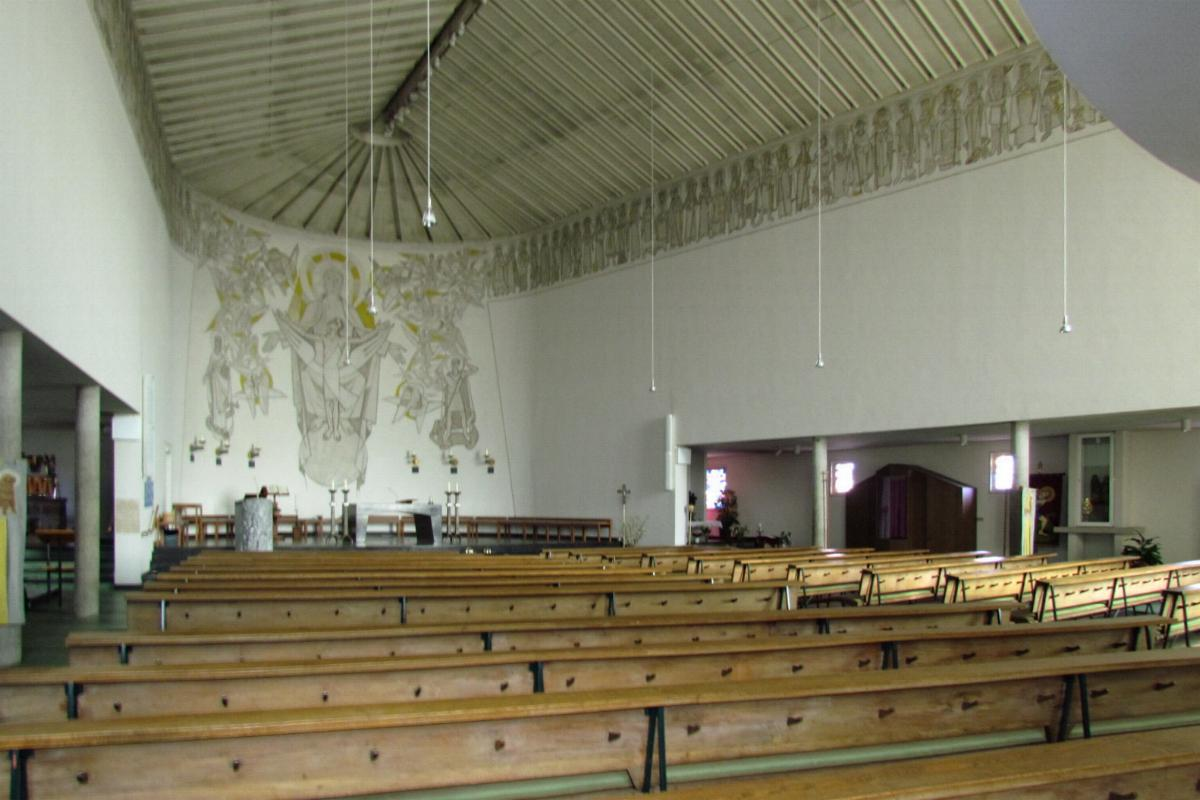
Innenraum

St. Georg ist die römisch-katholische Pfarr- und Propsteikirche der Stadt Wassenberg im Kreis Heinsberg (Nordrhein-Westfalen). 
Die Kirche ist unter Nummer 4 in die Liste der Baudenkmäler in Wassenberg eingetragen.

## Geschichte
Um das Jahr 1118 wurde in Wassenberg eine neue Kirche errichtet, die am 30. September 1118 vom Lütticher Bischof Otbert von Lüttich geweiht wurde. Der Neubau des Gotteshauses hing mit der Ernennung zur Pfarrkirche und der Gründung des Stiftes zusammen. Diese romanische Saalkirche wurde nach 1250 um zwei Seitenschiffe zu einer dreischiffigen Pfeilerbasilika erweitert. Um das Jahr 1420 wurde der noch heute erhaltene dreigeschossige Glockenturm im Baustil der Gotik an das Kirchenschiff angebaut. 1802 wurde das 1118 gegründete Stift Wassenberg durch die Franzosen aufgelöst.
Im Zweiten Weltkrieg wurde die Kirche 1944 und 1945 bis auf den Glockenturm vollständig zerstört. Unter Beibehaltung des Turmes wurde zwischen 1954 und 1956 eine neue, moderne dreischiffige Kirche auf parabelförmigem Grundriss nach Plänen des Rheydter Architekten Alfons Leitl errichtet. Grundsteinlegung war am 26. Dezember 1954 und die Weihe durch den Aachener Bischof Johannes Pohlschneider am 21. November 1956. Gleichzeitig mit der Weihe verlieh der Bischof der Kirche den Status einer Propsteikirche.
Seit dem 1. Januar 2010 ist Wassenberg keine eigenständige Pfarrgemeinde mehr. Sie wurde mit einigen anderen ehemaligen Pfarreien zur Pfarre St. Marien Wassenberg fusioniert. St. Georg ist die neue Pfarrkirche dieser neuen Kirchengemeinde.

## Ausstattung
Im Innenraum befindet sich eine moderne Ausstattung. Zu erwähnen davon sind die Wandgemälde im Chor, sowie die Orgel aus dem Jahr 1957 mit 20 Registern. Sie ist ein Werk der Bonner Firma Johannes Klais Orgelbau. Die Fenster schuf der Künstler Peter Thomas im Jahr 1957.

## Glocken
| Nr. | Name      | Durchmesser (mm) | Masse (kg, ca.) | Schlagton (HT-1/16) | Gießer                                          | Gussjahr |
| 1   | Gregorius | 1.800            | 2.250           | h0 −7               | Bochumer Verein für Gußstahlfabrikation, Bochum | 1950     |
| 2   | Maria     | 1.510            | 1.340           | d′ −7               | Bochumer Verein für Gußstahlfabrikation, Bochum | 1950     |
| 3   | Lambertus | 1.350            | 950             | e′ −7               | Bochumer Verein für Gußstahlfabrikation, Bochum | 1950     |
| 4   | Michael   | 1.180            | 680             | fis′ −7             | Bochumer Verein für Gußstahlfabrikation, Bochum | 1950     |